# Neschwitz

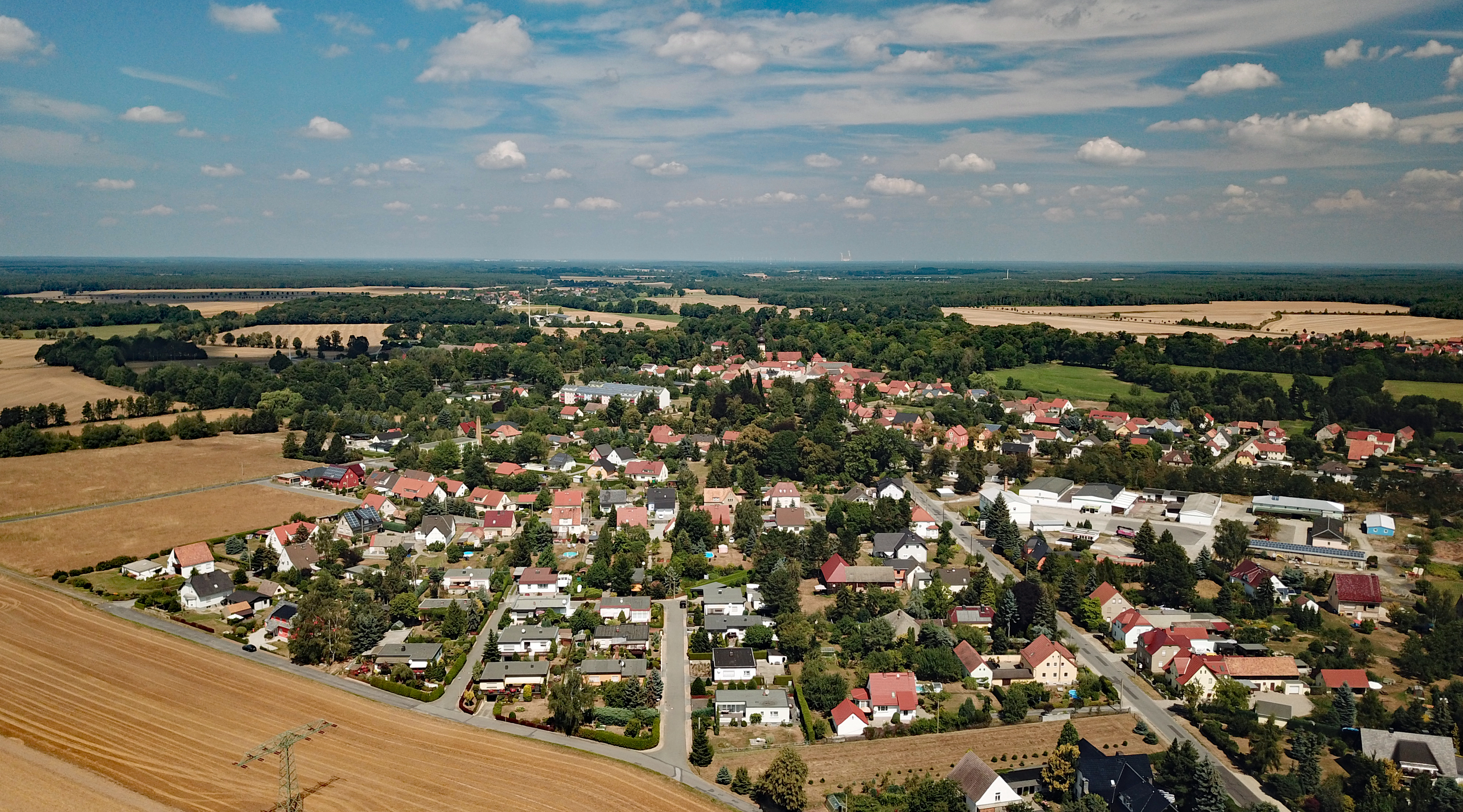
Luftbild

Neschwitz, obersorbisch Njeswačidłoⓘ, ist ein Ort und die zugehörige Gemeinde rund 14 km nordwestlich von Bautzen in der sächsischen Oberlausitz. Neschwitz ist im Biosphärenreservat Oberlausitzer Heide- und Teichlandschaft gelegen. Es ist Sitz der Verwaltungsgemeinschaft Neschwitz und zählt zum amtlichen Siedlungsgebiet der Sorben.

## Ortsgliederung
Ortsteile der Gemeinde:
| - Neschwitz (Njeswačidło), 804 Einwohner - Caßlau (Koslow), 102 Ew. - Doberschütz (Dobrošicy), 129 Ew. - Holscha (Holešow), 30 Ew. - Holschdubrau (Holešowska Dubrawka), 78 Ew. - Kleinholscha (Mały Holešow), 7 Ew. - Krinitz (Króńca), 37 Ew. - Lissahora (Liša Hora), 3 Ew. - Loga (Łahow), 114 Ew. | - Lomske (Łomsk), 21 Ew. - Luga (Łuh), 307 Ew. - Neudorf (Nowa Wjes), 179 Ew. - Pannewitz (Banecy), 99 Ew. - Saritsch (Zarěč), 120 Ew. - Uebigau (Wbohow), 69 Ew. - Weidlitz (Wutołčicy), 26 Ew. - Zescha (Šešow), 276 Ew. |

## Geschichte

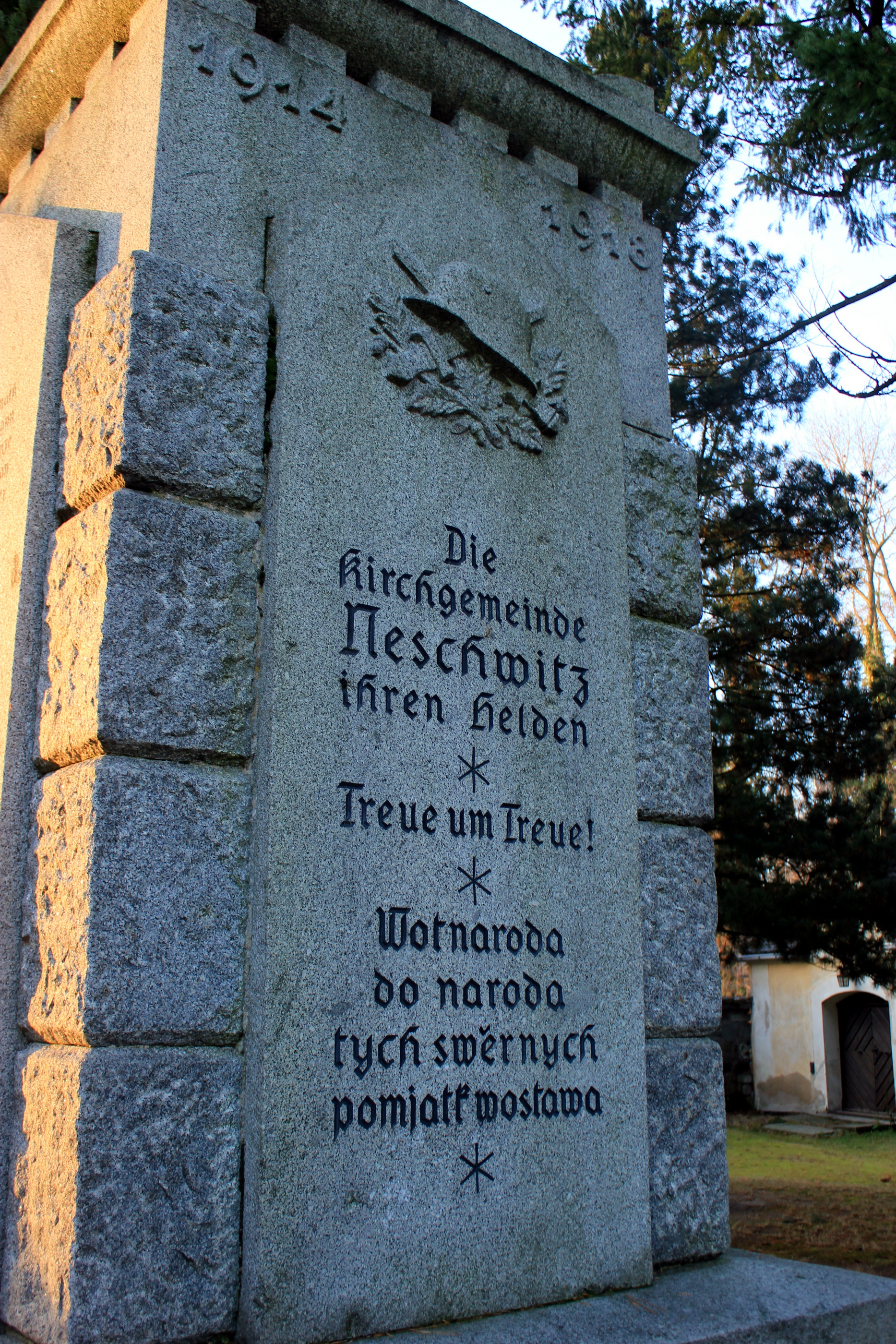
Kriegerdenkmal auf dem Neschwitzer Kirchhof

Die älteste bekannte Erwähnung der Siedlung als Nyzwas stammt von 1268. Schon zu Beginn des 15. Jahrhunderts wird hier ein Rittersitz erwähnt. Die Neschwitzer Kirche stammt aus dem frühen 17. Jahrhundert und wurde seitdem mehrfach umgebaut. Bis 1979 wurde hier auch Sorbisch gepredigt.
Im Jahre 1936 wurde die Gemeinde durch die Nachbarorte Holscha, Neudorf und Lomske erweitert. Weitere Gebietsreformen gliederten 1974 Doberschütz, 1978 Zescha, 1993 Saritsch und 1994 Luga ein.

## Bevölkerung
Für seine Statistik über die sorbische Bevölkerung in der Oberlausitz ermittelte Arnošt Muka in den 1880er Jahren eine Bevölkerungszahl von 531 Einwohnern; davon waren 441 Sorben (83 %) und 90 Deutsche. Laut Ernst Tschernik sank der sorbischsprachige Bevölkerungsanteil in der Gemeinde Neschwitz (mit Holscha, Neudorf und Lomske) bis 1956 v. a. bedingt durch Assimilation und Zuwanderung deutschsprachiger Umsiedler nach dem Zweiten Weltkrieg auf 32,1 %. Seitdem ist der Gebrauch des Sorbischen in Neschwitz selbst weiter zurückgegangen. In den überwiegend katholisch geprägten Ortsteilen Lomske, Doberschütz und Caßlau im Westen der Gemeinde wird die Sprache jedoch bis heute gesprochen.
Laut der Volkszählung von 2011 waren zu diesem Zeitpunkt von 2.498 Einwohnern 837 evangelisch (33,5 %), 474 römisch-katholisch (19 %) und 1.187 gehörten einer anderen oder keiner Religionsgemeinschaft an (47,5 %).

## Politik

### Gemeinderat
- HuG: 8
- GdV: 5
- CDU: 1

Die Kommunalwahlen der vergangenen Jahre ergaben folgende Stimm- bzw. Sitzverteilungen:
| Parteien und Wählergemeinschaften                 | 2024   | 2024   | 2019   | 2019   | 2014   | 2014   | 2009   | 2009   | 2004   | 2004   |
| Parteien und Wählergemeinschaften                 | %      | Sitze  | %      | Sitze  | %      | Sitze  | %      | Sitze  | %      | Sitze  |
| ------------------------------------------------- | ------ | ------ | ------ | ------ | ------ | ------ | ------ | ------ | ------ | ------ |
| Handwerk und Gewerbe (HuG)                        | 59,9   | 8      | 48,8   | 7      | 52,2   | 8      | 46,6   | 7      | 30,7   | 4      |
| Gemeinschaft der Vereine (GdV)                    | 32,9   | 5      | 30,5   | 5      | 17,9   | 2      | 16,2   | 2      | 15,7   | 2      |
| Christlich Demokratische Union Deutschlands (CDU) | 7,2    | 1      | 15,2   | 2      | 20,6   | 3      | 18,9   | 3      | 25,5   | 4      |
| Die Linke (2004: PDS)                             | –      | –      | 5,5    | –      | 9,4    | 1      | 8,1    | 1      | 6,7    | 1      |
| Kultur- und Heimatfreunde Neschwitz e. V. (KHN)   | –      | –      | –      | –      | –      | –      | 10,2   | 1      | 13,4   | 2      |
| Freie Wählervereinigung FORUM                     | –      | –      | –      | –      | –      | –      | –      | –      | 7,9    | 1      |
| gesamt                                            | 100,0  | 14     |        |        | 100,0  | 14     | 100,0  | 14     | 100,0  | 14     |
| Wahlbeteiligung                                   | 76,0 % | 76,0 % | 69,1 % | 69,1 % | 57,5 % | 57,5 % | 55,4 % | 55,4 % | 53,0 % | 53,0 % |

Seit der Gemeinderatswahl am 9. Juni 2024 verteilen sich die 14 Sitze des Gemeinderates folgendermaßen auf die einzelnen Gruppierungen:
- Handwerk und Gewerbe (HuG): 8 Sitze
- Gemeinschaft der Vereine (GdV): 5 Sitze
- CDU: 1 Sitz

### Bürgermeister
Bürgermeister ist seit 2001 Gerd Schuster (CDU).
| Wahl | Bürgermeister                       | Vorschlag                           | Wahlergebnis (in %)                 |
| ---- | ----------------------------------- | ----------------------------------- | ----------------------------------- |
| 2025 | Wahl am 7. (und ggf. 28.) September | Wahl am 7. (und ggf. 28.) September | Wahl am 7. (und ggf. 28.) September |
| 2022 | Gerd Herbert Schuster               | CDU                                 | 92,2                                |
| 2015 | Gerd Herbert Schuster               | CDU                                 | 56,6                                |
| 2008 | Gerd Herbert Schuster               | CDU                                 | 97,4                                |
| 2001 | Gerd Herbert Schuster               | Schuster                            | 56,9                                |

## Kultur und Sehenswürdigkeiten

### Bauwerke

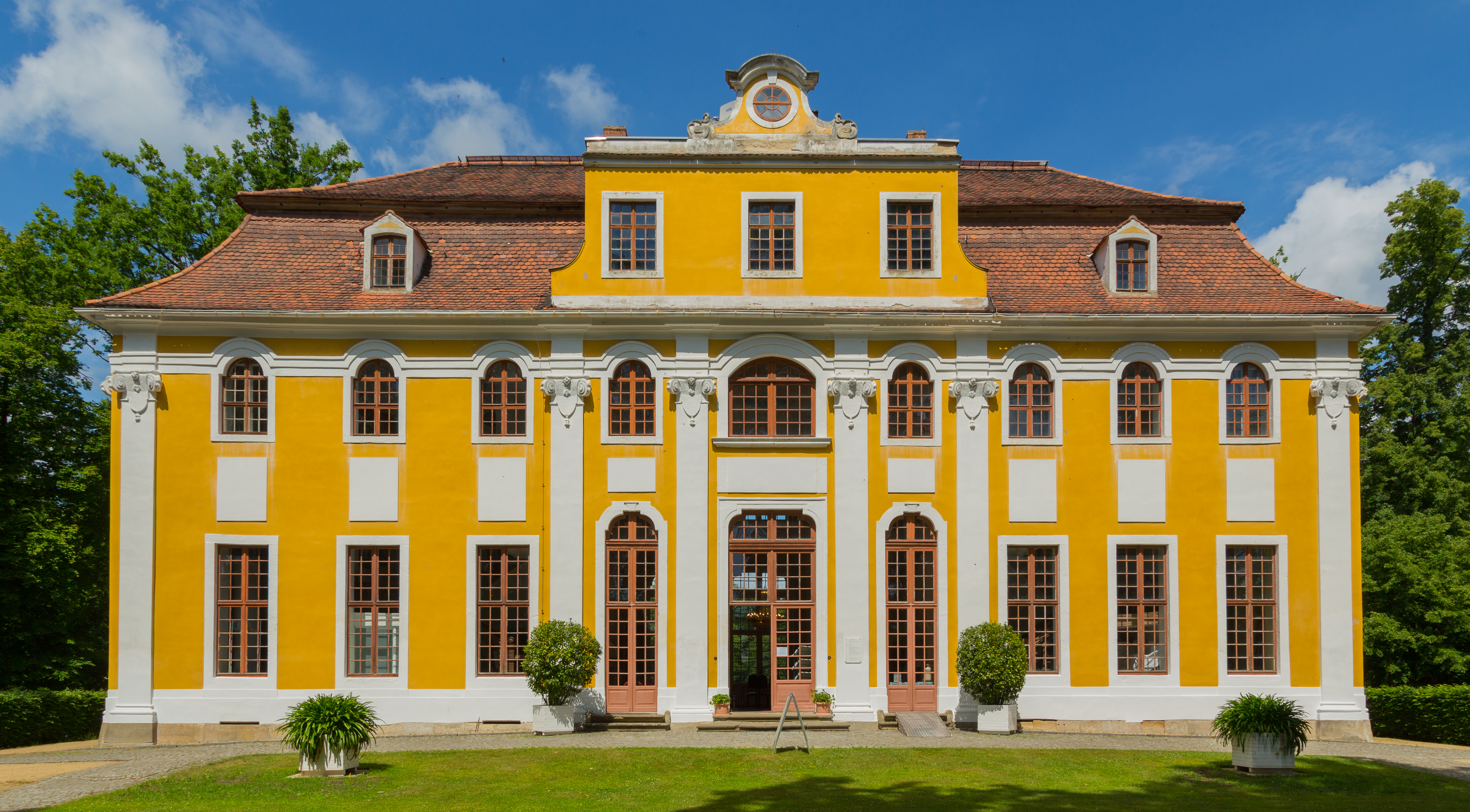
Blick auf das Schloss von Südosten

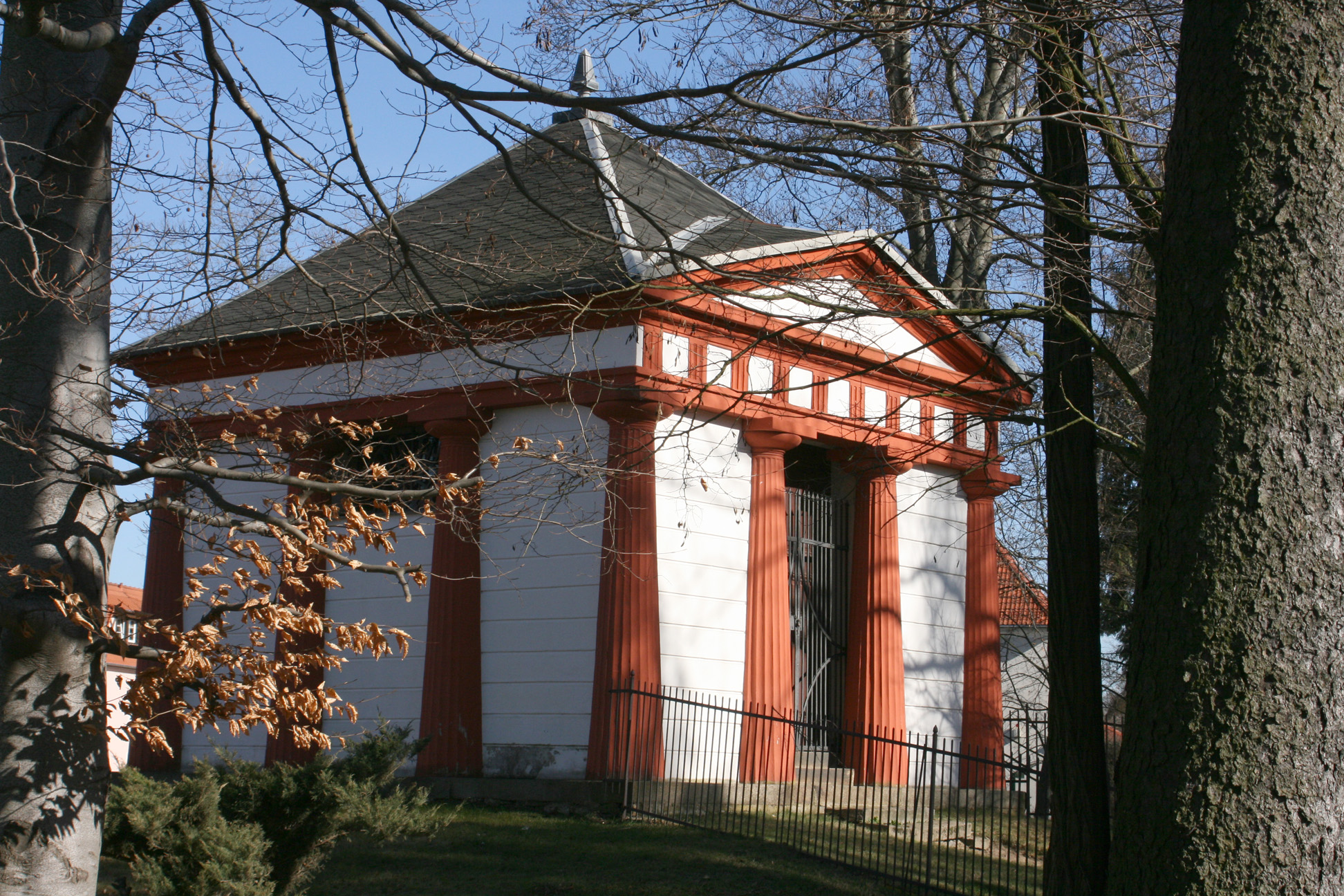
Gräfliches Erbbegräbnis auf dem Friedhof

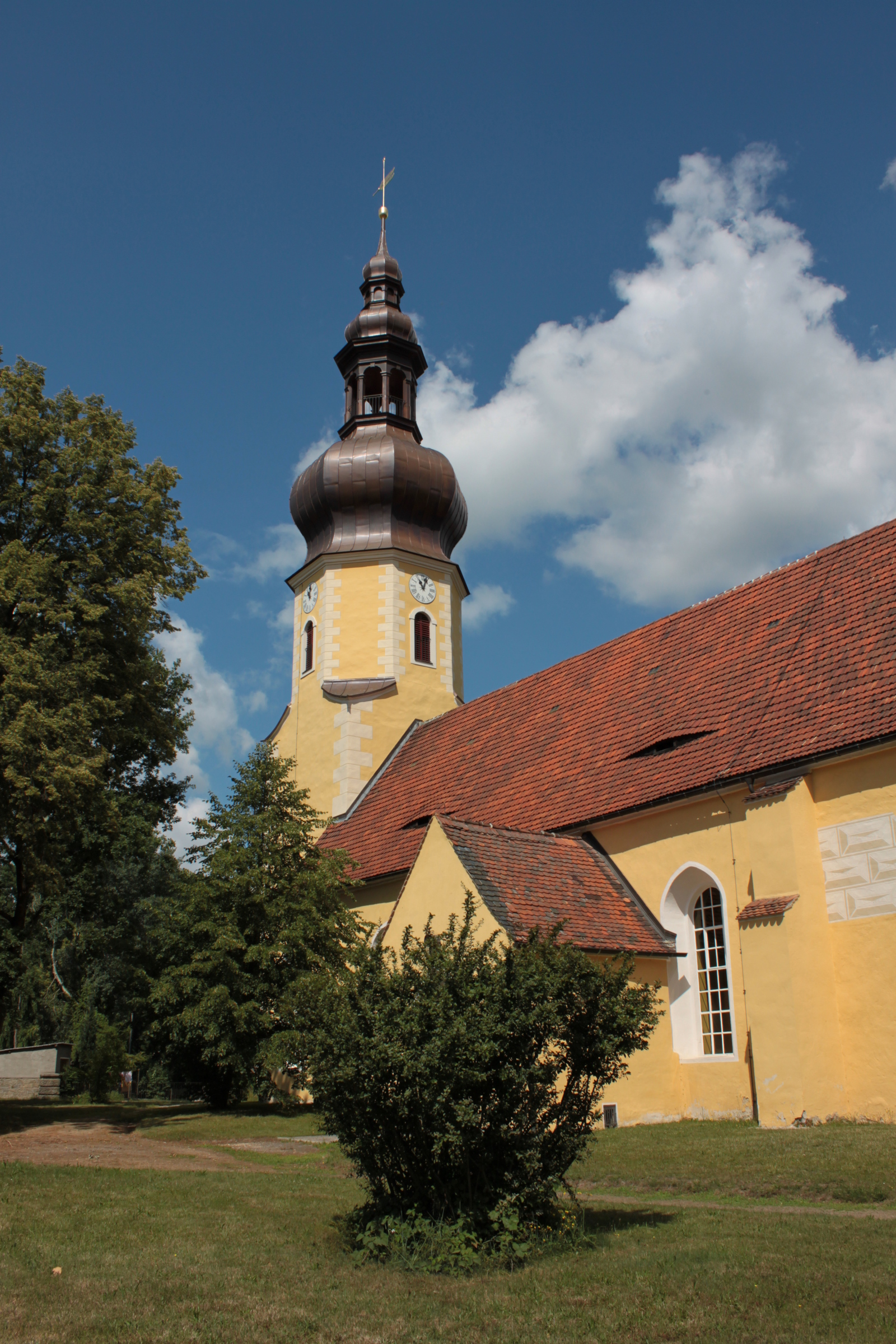
Neschwitzer Kirche mit 2009 erneuerter Turmhaube

- Barockschloss Neschwitz und der dazugehörige Park
- Neschwitzer Kirche und alter Pfarrhof
- Neschwitzer Friedhof mit gräflichem Erbbegräbnis
- Alter Tiergarten mit Jagdpavillon auf dem Gelände der Jugendherberge Neschwitz
- Herrenhaus Weidlitz
- Herrenhaus Saritsch
- Bockwindmühle Luga
- Herrenhaus Voss in Doberschütz

### Museum
- Heimatmuseum Neschwitz
- Neschwitzer Vogelschutzpavillon

### Regelmäßige Veranstaltungen
- Hexenbrennen[10][11]
- Neschwitzer Schlagernacht
- Schlosskonzerte
- Galerien im Schloss
- Museumstag und Kirchturmfest
- Lichterfest
- Windmühlenfest
- Galerien im Herrenhaus Saritsch

### Naturschutz
- Siehe auch: Liste der Naturdenkmale in Neschwitz

## Bildung
Die Gemeinde Neschwitz verfügt über eine Grundschule. Die Mittelschule des Ortes wurde 2005 geschlossen. Die nächstgelegene Oberschule befindet sich jetzt in Königswartha.

## Verkehr
Neschwitz hatte von 1890 bis 1999 einen Bahnhof an der Strecke Bautzen–Hoyerswerda, welche in den Folgejahren stillgelegt und abgebaut wurde. Der ÖPNV wird nunmehr einzig vom Regionalbus Oberlausitz in gleicher Relation angeboten.
Über die Bundesstraße 96, die den Ort östlich tangiert, ist Neschwitz an das Fernstraßennetz angebunden.

## Persönlichkeiten
Söhne und Töchter der Gemeinde
- August Adolph von Haugwitz (1647–1706), Lyriker und Dramatiker
- Johann Larass (* 5. August 1820 in Neschwitz), deutscher Gartenarchitekt († 1893)
- Arnold Freiherr von Vietinghoff-Riesch (1895–1962), Forstwissenschaftler, Ornithologe und Naturschützer. Bis zur Enteignung 1945 gehörte ihm das Barockschloss Neschwitz nebst zugehörigem Gut mit Land- und Forstwirtschaft.
- Hugald Grafe (1931–2018), evangelisch-lutherischer Theologe, Missionar der Leipziger Mission in Indien, Autor und Publizist

## Boden
Die vorherrschende Bodenart in und um Neschwitz vorherrscht ist Parabraunerde.